# (1451) Granö
(1451) Granö es un asteroide que forma parte del cinturón de asteroides y fue descubierto el 22 de febrero de 1938 por Yrjö Väisälä desde el observatorio de Iso-Heikkilä, Finlandia.

## Designación y nombre
Granö se designó inicialmente como 1938 DT.
Posteriormente fue nombrado en honor del geógrafo finés J. G. Granö (1882-1956).

## Características orbitales
Granö orbita a una distancia media del Sol de 2,203 ua, pudiendo alejarse hasta 2,462 ua. Tiene una inclinación orbital de 5,108° y una excentricidad de 0,1176. Emplea en completar una órbita alrededor del Sol 1195 días.